# 克爾納鄉
43°54′N 23°36′E / 43.900°N 23.600°E
克爾納鄉（羅馬尼亞語：Comuna Cârna, Dolj），是羅馬尼亞的鄉份，位於該國西南部，由多爾日縣負責管轄，面積29平方公里，海拔高度33米，2007年人口1,558，人口密度每平方公里53人。